# Paige Spara
Paige Spara (Washington, Pensilvania, 9 de agosto de 1989) es una actriz estadounidense, conocida por aparecer en películas como Audition (2015) y series como The Good Doctor (2017).

## Primeros años
Spara nació en Washington, Pensilvania, hija de Kevin Spara, propietario de un salón de belleza, y de la odontóloga Kim Spara. Es la segund de tres hijos; su hermana mayor se llama Taylor y su hermano menor se llama Jesse. Comenzó a actuar a la edad de 12 años cuando se unió al Kids' Theatre Works. Continuó actuando en la Washington High School, donde se graduó en 2008. Desde allí, perfeccionó su oficio en el Pittsburgh Community Theatre y el Irondale Theatre en la ciudad de Nueva York.
Spara asistió a la Universidad Point Park en Pittsburgh durante dos años, donde estudió actuación antes de trasladarse al Marymount Manhattan College, donde obtuvo una licenciatura en teatro en 2012.
Antes de conseguir cualquier papel de cine o televisión, fue guía para una gira en autobús de Gossip Girl en la ciudad de Nueva York y se filmó como saludadora. Su imagen se proyectó como un holograma que daba la bienvenida a los visitantes y viajeros al Aeropuerto Internacional Washington Dulles en Dulles, Virginia. Después de graduarse de la universidad, se mudó a Los Ángeles y pasó dos años haciendo audiciones antes de conseguir un papel en Kevin from Work.

## Carrera
Después de los papeles en los cortometrajes Prospect Street en 2010 y What Showers Bring y After the Hurricane en 2014, el primer papel principal de Spara fue en 2015 como Audrey Piatigorsky en la comedia de ABC Family Kevin from Work. El programa duró 10 episodios hasta que fue cancelado oficialmente ese mismo año.
En 2017, Spara tuvo un pequeño papel como camarera en Home Again, protagonizada por Reese Witherspoon . Poco después, fue elegida en un papel recurrente en el drama médico The Good Doctor como Lea Dilallo, el interés amoroso de Shaun Murphy, interpretado por Freddie Highmore. Spara fue promovida al reparto principal para la segunda temporada del programa.
En 2017, Spara tuvo un papel en el video musical de Lauv para su canción "I Like Me Better".

## Otros proyectos
Antes de conseguir su primer papel televisivo de Audrey Piatigorsky en Kevin de Work, apareció en comerciales de Forevermark Jewelry, Sally Hansen Nails y Volkswagen Golf. Además, Spara participó en el pódcast titulado The Inbetween.

## Filmografía

### Cine
| Año  | Título            | Personaje  |
| ---- | ----------------- | ---------- |
| 2015 | Audition          | Ella misma |
| 2017 | Home Again        | Camarera   |
| 2018 | Stale Ramen       | Charlotte  |
| 2020 | She's in Portland | Mallory    |

### Cortometrajes
| Año  | Título              | Personaje |
| ---- | ------------------- | --------- |
| 2010 | Prospect Street     | Camilla   |
| 2014 | What Showers Bring  | Leah      |
| 2014 | After the Hurricane | Charlie   |

### Televisión
| Año       | Título          | Personaje          | Notas                                                                |
| --------- | --------------- | ------------------ | -------------------------------------------------------------------- |
| 2015      | Kevin from Work | Audrey Piatigorsky | 10 episodios                                                         |
| 2017-2024 | The Good Doctor | Lea Dilallo        | Recurrente (temporada 1); Principal (temporada 2 - 6); 104 episodios |

### Videos musicales
| Año  | Título           | Artista |
| ---- | ---------------- | ------- |
| 2017 | I Like Me Better | Lauv    |